# Рем-Фледе-Барген
Рем-Фледе-Барген (нім. Rehm-Flehde-Bargen) — громада в Німеччині, розташована в землі Шлезвіг-Гольштейн. Входить до складу району Дітмаршен. Складова частина об'єднання громад КЛГ-Айдер.
Площа — 14,63 км2. Населення становить 526 ос. (станом на 31 грудня 2020).